# Yementallyrama
Yementallyrama is een kevergeslacht uit de familie van de boktorren (Cerambycidae). De wetenschappelijke naam van het geslacht werd voor het eerst geldig gepubliceerd in 2007 door Adlbauer.

## Soorten
Yementallyrama omvat de volgende soorten:
- Yementallyrama nasheri Adlbauer, 2007
- Yementallyrama somaliensis Adlbauer & Bjørnstad, 2012